# Kaldija
Kaldija (grško Χαλδία, Haldia) je bila zgodovinska regija v gorati notranjosti črnomorske obale v severovzhodni Anatoliji v sodobni Turčiji. Ime je dobila po Kaldojih ali Kalibih, staroveških naseljencih regije. V Bizantinskem cesarstvu je bila organizirana kot tema Kaldija (grško τεμα Κλδίας, tema Kldías) in obstajala do leta 840. V poznem  srednjem veku je tvorila jedro Trapezundskega cesarstva do njegovega padca pod Osmansko cesarstvo leta 1461. 
Ime Kaldija ne izhaja iz imena Kaldeje, temveč iz urartskega jezika, za katerega govorce je bil Ḫaldi bog sonca. Drugi učenjaki zavračajo povezavo z Urarti. Povezujejo ga s Kalipsi, katerih ime v grščini pomeni "kaljeno železo, jeklo".  Kalibi je bil splošen grški izraz za "ljudstva s črnomorske obale, ki trgujejo z železom".

## Geografija
Ime Kaldija se je sprva nanašalo samo na visokogorje okoli Gümüşhaneja   v severovzhodni Anatoliji. V srednjem bizantinskem obdobju se je ime razširilo na obalna območja in s tem na celotno provinco okoli Trapeza (Trebizond, današnji Trabzon). Kaldijo, ki je obsegala najbolj vzhodni del Pontskih Alp, je na severu omejevalo Črno morje, na vzhodu Lazika, najzahodnejši del Kavkaške Iberije, na jugu Erzincan, Erzurum in tisto, kar so Rimljani in Bizantinci imenovali Mala Armenija (Armenia Minor, na zahodu pa zahodna polovica Ponta. Glavni mesti Kaldije sta bili starogrški koloniji Keraz (sodobni Giresun) in Trapez, ki ležita na obalni nižini. Gorska notranjost na jugu, znana kot Mezohaldija (Srednja Kaldija), je bila redkeje poseljena in jo je zgodovinar Prokopij iz 6. stoletja opisal kot nedostopno, vendar bogato z nahajališči mineralov, zlasti svinca, pa tudi srebra in zlata. Rudniki v regiji so glavnemu naselju dali ime Argiropolis (Srebrno mesto, sodobni Gümüşhane). 

## Zgodovina
Edina ohranjena beseda iz kaldskega jezika je Kakamar, ki pomeni Črno morje in kaže na povezavo z  indoevropskimi jeziki. Strabon je Kaldijce istovetil s starodavnim ljudstvom iz Kalibije in jih opisal kot grobe in bojevite ljudi. Prve lokalne prebivalce, Kalibe, so klasični pisci šteli med najzgodnejše narode, ki so se ukvarjali z železarstvom. Grški izraz za jeklo, χάλυβας (halibas), verjetno izhaja prav od njih. Po Apoloniju z Rodosa so bili Kalibi Skiti.  Prvo grško kolonijo, Trapez, so ustanovili grški trgovci iz Mileta, tradicionalno datirano leta 756 pr. n. št. Grška kolonizacija je bila omejena na obalo. V kasnejših obdobjih je bil rimski nadzor nad plemeni v notranjosti zgolj nominalen.
Obalne regije so pripadale rimski provinci Pontus Polemoniacus. Bojeviti plemeni Sani in Cani sta bili pokorjeni in pokristjanjeni šele med vladavino bizantinskega cesarja Justinijana I. (vladal 527–565). Justinijan je celotno regijo vključil v novoustanovljeno provinco Armenija Magna I. s Trapezom kot glavnim mestom. Pod cesarjem Mavricijem se je preimenovala v Armenijo III. 
V drugi polovici 7. stoletja se je z vzpostavitvijo tematskega sistema je regija postala del Armenske teme, sprva kot turma (enota) Kaldije in pozneje kot pol samostojna vojvodina (dukaton) ali arhontat. Do leta 840, morda že leta 824, se je preoblikovala v samostojno temo.
Arabski geografi iz 9. in 10. stoletja različno poročajo o tej temi. Ibn Hordadbeh poroča, da je imela šest utrjenih krajev, Kudama ibn Džafar, da so njene čete štele 4000 mož, medtem ko Ibn al-Faqih piše, da so njeni vladajoči strategi poveljevali 10.000 možem, kar je gotovo pretirano veliko, in imeli dva podrejena turmarha. Po dokumentih iz 10. stoletja so kaldijski strategi kot letno plačo prejemali dvajset funtov zlata. Od tega je polovico plačala državna blagajna, druga polovica pa je prišla iz davčnih prihodkov njegove province. V zgodnjem 10. stoletju je bil južni del teme, okrožje Kelcena, ločen in dodan novoustanovljeni Mezopotamski temi.
Do bizantinskih vzhodnih osvojitev v poznem 10. stoletju je Kaldija ostala severovzhodna meja Bizantinskega cesarstva. V obdobjih 1091/1095–1098 in 1126–1140 je bila tema praktično neodvisna od bizantinske vlade. Turki Seldžuki so v prvem valu svojih osvajanj regijo pod duksom Teodorjem Gabrasom odrezali od preostalih bizantinskih ozemelj. V drugem obdobju osvajanj se je duks Konstantin Gabras uprl cesarju Ivanu II. Komnenu. Po plenjenju Konstantinopla leta 1204 s strani latinskih križarjev sta bili ustanovljeni dve bizantinski državi naslednici: Nikejsko cesarstvo in Epirski despotat. Tretja država, Trapezundsko cesarstvo, je nastala potem, ko je Aleksej Komnen, poveljnik gruzijskega pohoda na Kaldijo, nekaj tednov pred plenitvijo Konstantinopla postal de facto cesar in se uveljavil v Trapezu. Ozemlje cesarstva se je do 14. stoletja skrčilo praktično na ozemlje nekdanje teme. Trapezundskemu cesarstvu je uspelo preživeti nekaj naslednjih pretresov zaradi nedostopne lokacije, majhne, a sposobne vojske in trdne diplomacije, ki je temeljila na zakonskih zvezah. Leta 1461 je kljub temu končno padlo v roke Osmanov. Osamljene trdnjave v notranjosti so se še naprej upirale. Regija je bila pokorjena šele leta 1479, ko je padel grad Golača, zadnja preostala krščanska trdnjava v Anatoliji. Veliko pontskih Grkov je ostalo v regiji skozi celotno osmansko obdobje, vse do izmenjave prebivalstva med Grčijo in Turčijo leta 1923. 